# Albert William Tucker

Albert William Tucker in 1935

Albert William Tucker (Oshawa, Ontario, Canada, 28 november 1905 – Highstown, 25 januari 1995) was een in Canada geboren Amerikaans wiskundige, die belangrijke bijdragen leverde aan de topologie, de  speltheorie en de niet-lineaire programmering.
Albert Tucker behaalde in 1928 zijn Bachelor of Arts aan de Universiteit van Toronto. In 1932 voltooide hij onder supervisie van Solomon Lefschetz zijn Ph.D. aan de Universiteit van Princeton met het proefschrift An Abstract  Approach to Manifolds.